# Baron Garvagh
Baron Garvagh, of Garvagh in the County of Londonderry, ist ein erblicher britischer Adelstitel in der Peerage of Ireland.
Familiensitz der Barone war früher Garvagh House bei Garvagh im County Londonderry. Der heutige Baron wohnt in Little Bedwyn in Wiltshire.

## Verleihung
Der Titel wurde am 28. Oktober 1818 für den Unterhausabgeordneten George Canning geschaffen. Er war ein Cousin des Premierministers George Canning sowie des Diplomaten Stratford Canning, 1. Viscount Stratford de Redcliffe.
Heutiger Titelinhaber ist seit 2013 sein Ur-ur-urenkel Spencer Canning als 6. Baron.

## Liste der Barone Garvagh (1818)
- George Canning, 1. Baron Garvagh (1778–1840)
- Charles Canning, 2. Baron Garvagh (1826–1871)
- Charles Canning, 3. Baron Garvagh (1852–1915)
- Leopold Canning, 4. Baron Garvagh (1878–1956)
- George Canning, 5. Baron Garvagh (1920–2013)
- Spencer Canning, 6. Baron Garvagh (* 1953)

Titelerbe (Heir apparent) ist der Sohn des aktuellen Titelinhabers, Hon. Stratford Canning (* 1990).